# Opasatika
Opasatika är en kommun och ort i Kanada.   Den ligger i provinsen Ontario, i den sydöstra delen av landet, 700 km nordväst om huvudstaden Ottawa. Opasatika ligger 225 meter över havet och antalet invånare är 214.